# 犬ジステンパー

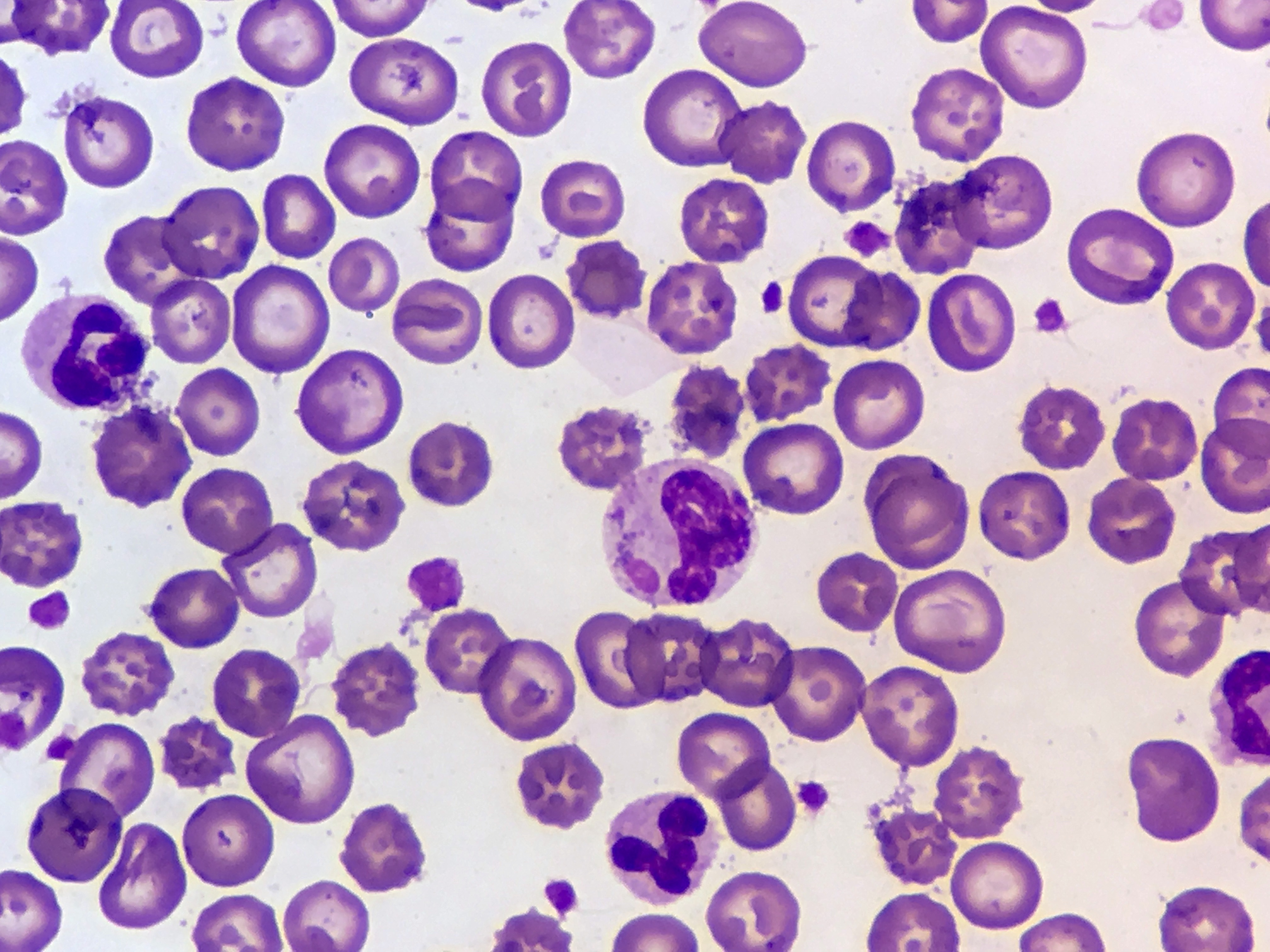
犬ジステンパーウイルス細胞質封入体（血液塗抹標本、ライト染色）

犬ジステンパー（いぬジステンパー、英: Canine distemper）は、犬ジステンパーウイルス（CDV）を原因とするイヌをはじめとしたネコ目(食肉目)の感染症である。ワクチン接種によりイヌでの致死的な感染は減少しているとの報告がある。

## 歴史
記録によれば、犬ジステンパーは18世紀に南アメリカからスペインにもたらされた後、ヨーロッパ全土に拡大した。現在では日本を含む全世界で発生がみられる。当初は細菌性疾患との関連が疑われていた。19世紀半ばにはKarleにより犬同士での感染実験が成功していたが、ウイルス性疾患であることが判明し、詳細な研究が開始されたのは20世紀に入ってからである。ニホンオオカミの絶滅の原因となった疾患でもある。
現在でもイヌの重要な疾患である一方、これまでに暴露されていなかった野生動物にも被害が拡大している。1994年にはタンザニアのセレンゲティ国立公園に生息するライオンに流行し、当地のライオンの85%にCDV抗体価の上昇が確認された。アメリカでは、イノシシからの抗体検出が報告されている。
ただし、この病気に関する研究の歴史が浅いため、野生動物における感染が知られていなかっただけである可能性も否定できない。

## 原因ウイルス

### ウイルス学的特徴
CDVはパラミクソウイルス科・モルビリウイルス属に含まれるウイルスで、塩基配列分析から麻疹ウイルスから分化した一亜型と考えられている。

### 分布と宿主域
CDVは全世界に常在するウイルスであり、犬ジステンパーはイヌの重要な疾患の一つとなっている。臨床的にはイヌやフェレットなど、伴侶動物での感染がしばしば問題となる。
イヌ科動物に対して高い感受性を示すが、一方でネコ科・イタチ科・アライグマ科・スカンク科・アザラシ科・ジャコウネコ科など、ほとんどの食肉目の動物に感染する。CDVはヒトには感染しない。猫汎白血球減少症は「猫ジステンパー」と呼ばれることもあるが、パルボウイルスの一種を原因とする別の病気である。
霊長類への自然感染は、2008年9月、日本に輸入されたカニクイザルのコロニーが犬ジステンパーに集団感染し、30頭以上の死亡が確認された。輸入前に既に感染していたものとみられ、感染源などの詳細は不明である。

## 疾患の進展

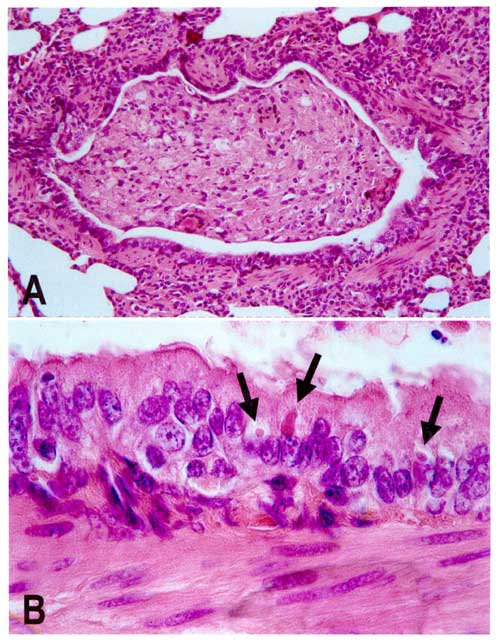
A：犬ジステンパーにおける肺の組織病変。細気管支内に炎症性細胞と細胞残渣が充満している。B：Aの拡大像。上皮細胞の細胞質内に形成された封入体（矢印）

### 感染
CDVの主たる感染経路は、罹患犬の鼻汁などを介した飛沫・接触感染である。免疫機能の低い子犬や老齢犬は、特に感受性が高い。体内に侵入したウイルスの最初の標的となるのは、気管支周囲のリンパ節や扁桃などリンパ系組織である。増殖したウイルスは血流を介して呼吸器・消化器・皮膚の上皮細胞、さらには中枢神経系のグリア細胞や神経細胞に感染する。

### 臨床症状
感染後3-5日で急性の発熱がみられる。初期のウイルス増殖の場となるリンパ系組織では壊死が引き起こされ、白血球数（特にリンパ球・血小板）の低下が見られ、時に死亡する。最初の発熱は比較的短期間で収束するが、数日の間隔を置いて第二期の発熱が始まり、少なくとも1週間は継続する。このような発熱パターンを二峰性発熱と呼び、犬ジステンパーの特徴の一つである。
ウイルスの全身拡散に伴い、結膜炎、鼻水、激しい咳、血便を伴う下痢が続発する。胸腺の萎縮などリンパ系組織の機能低下は細菌の二次感染を引き起こし、病態はしばしば悪化する。皮膚病変として紅斑、水疱・膿疱の形成、過角化および不全角化による肉球の肥厚（硬蹠症：こうせきしょう）がみられる。末期ではウイルスが神経系に達し痙攣や麻痺など神経症状を示し死亡する。致死率は90%と非常に高い。

### 組織病変

#### 呼吸器・消化器
CDVは肺に間質性肺炎を引き起こすが、細菌の二次感染による気管支肺炎を伴うことが多い。肺の細気管支および肺胞、消化管、膀胱の上皮細胞の細胞質および核内には、好酸性で小型円形の封入体が形成される。

#### 神経系
神経系に達したウイルスは様々な程度の非化膿性脳炎の原因となる。CDVは脳の白質に親和性を持ち、神経細胞の髄鞘に傷害を与え脱髄を引き起こす。中枢神経系ではグリア細胞や神経細胞の細胞質・核内に封入体が形成される。

## 診断・予防
特徴的な二峰性の発熱に加え、呼吸器・消化器症状、あるいは神経症状がワクチン未接種の犬に見られた場合、犬ジステンパーが示唆される。鼻粘膜・結膜からのウイルス抗原検出が確定診断として用いられる。
犬ジステンパーに特異的な治療法は無く、一般的に予後は悪い。二次感染を防ぐための抗生物質投与、脱水への対処として輸液、栄養補給が行われる。CDV感染の予防は弱毒生ワクチンによって行われる。しかし、イヌ用ワクチンをイヌ以外の種へ接種すると、接種した動物の死亡を招くことがある。